# Kenneth Minogue
Robert Kenneth Minogue (11 de setembre de 1930 - 28 de juny de 2013) va ser un  teòric polític australià, professor emèrit de Ciències Polítiques i membre honorari de l'Escola d'Economia i Ciència Política de Londres.

## Biografia
Kenneth Minogue va néixer l'11 de setembre de 1930 a Nova Zelanda. Es va educar a Austràlia.
Va assistir a Sydney Boys High School, on es va graduar en 1946. De 1955 a 1956 va ser professor a la Universitat d'Exeter, i des de 1959 professor a l'Escola d'Economia i Ciència Política de Londres. Va escriure assajos acadèmics i llibres en una gran varietat de problemes en teoria política. Va editar i presentar la reedició de Everyman's Library del Leviatan de  Hobbes i va ser columnista de The Times i Times Higher Education Supplement, i contribuir al The New Criterion i al Daily Mail.